# IFA P1
Der IFA P1 ist ein Geländewagen, der in der DDR für den militärischen Einsatz vom VEB IFA Forschungs- und Entwicklungswerk Chemnitz (FEW) entwickelt worden war. Vom P1 wurden nur drei Prototypen gebaut, deren Verbleib unklar ist.

## Geschichte
Da nach dem Zweiten Weltkrieg auf dem Gebiet der DDR keine Konstruktionsunterlagen der leichten Einheits-Pkw der Wehrmacht mehr verfügbar waren, wurde der VEB IFA Forschungs- und Entwicklungswerk Chemnitz Mitte 1951 beauftragt, einen leichten Geländewagen zu entwickeln, der ab 1952 zur Verfügung stehen sollte.
Ein erster Entwurf (von insgesamt drei) für den P1 aus dem FEW wurde Ende 1951 vorgelegt. Dieser Entwurf hatte viele Gemeinsamkeiten mit den Leichten Einheits-Pkw der Wehrmacht. So verfügte er über die vom Leichten Einheits-Pkw bekannten Einzelradaufhängungen mittels doppelter Parallelogramm-Querlenker mit zwei Schraubenfedern und einem Hebelstoßdämpfer je Rad.
Als Motor kam ein 6-Zylinder-4-Takt-Vergaser-Motor von BMW/EMW mit 1971 cm³ Hubraum und 45 PS Leistung zum Einbau. Die Kupplung war eine Einscheiben-Trockenkupplung. Das Wechselgetriebe verfügte über fünf Vorwärtsgänge und einen Rückwärtsgang (I:5,03; II:2,82; III:1,67; IV:1,00; Berggang:9,18; R:7,96). Das mit dem Wechselgetriebe verblockte nachgeschaltete Gelände- und Verteiler-Ausgleichs-Getriebe hatte eine Übersetzung von 1,24. Das Fahrzeug fuhr permanent mit Hinterachsantrieb. Allradantrieb konnte lediglich bei eingeschaltetem Berggang oder Rückwärtsgang zugeschaltet werden. Für das Schalten der Getriebe gab es zwei Schalthebel: Der erste betätigte die Wahlschaltung für das Wechselgetriebe, der zweite betätigte das Gelände- und Verteiler-Ausgleichs-Getriebe mit drei Schaltmöglichkeiten: Hinterachsantrieb, Allradantrieb mit Momentenverteilung sowie eine Stellung mit Allradantrieb mit Längsausgleichssperre. Beide Achsantriebe erfolgte über Kegel- und Tellerrad mit Klingelnberg-Verzahnung. Der Momentenausgleich an den Achsen (quer) erfolgte über Kegelradausgleichsgetriebe, bei der Hinterachse war der Ausgleich (quer) selbstsperrend. Beim P1/II wurde nach knapp 5000 km Fahrleistung ein ebenfalls selbstsperrendes Schneckenrad-Ausgleichs-Getriebe eingebaut. Die hydraulische Betriebsbremse war einkreisig ausgeführt. Schneckenlenkung mit Rollfinger.
Basierend auf dem Entwurf wurden 1952 drei Prototypen gebaut. Die ersten beiden Fahrzeuge hatten eine Karosserie ohne Türen, das dritte Fahrzeug wurde mit einer viertürigen Karosserie gebaut. Die Serienproduktion sollte im VEB Framo-Werke in Hainichen erfolgen.
Die Entwürfe des Fahrzeugs wurden nicht zuletzt wegen vieler wechselnder oder spät definierter Forderungen der Auftraggeber sehr spät fertiggestellt. So beabsichtigte der Auftraggeber eine weitgehende Anwendung von Gleichteilen und Fertigungsausrüstungen mit dem mittleren Geländewagen H1, der auf dem Mittleren Einheit-Pkw Horch beruhte. Das erwies sich als schwierig und zeitaufwendig. In der Folge hätte der VEB Framo die angeforderten 160 Fahrzeuge erst Ende 1953 hätte ausliefern können. Damit hätten den bewaffneten Organen der DDR 1952 keine leichten Geländewagen zur Verfügung gestanden.
Vor allem aus diesem Grund wurde die weitere Entwicklung und die Serienproduktion des IFA P1 eingestellt und das Automobilwerk Eisenach mit der Auslieferung von 160 EMW 325 beauftragt, von denen 161 Fahrzeuge geliefert wurden. Hinzu kam, dass der Auftraggeber als zusätzliche Forderung ein schwimmfähiges Fahrzeug verlangte, was aber eine komplette Neukonstruktion des Fahrwerks weg von den Querlenker-Radaufhängungen zu Hebelarmen mit querliegenden Drehstäben (Torsionsfedern) erforderlich machte.
Unter Nutzung der Erkenntnisse aus der Konstruktion und Erprobung des IFA P1 aus dem FEW wurden so später der leichte geländegängige IFA P2M, der leichte Schwimmwagen P2S und als Abschluss der Typenreihe der leichte geländegängige IFA P3 entwickelt.
Im Automobilwerk Eisenach wurde seit 1951 ebenfalls an einem Entwurf für einen leichten Geländewagen gearbeitet, der sich nicht an die Konstruktion des leichten Einheits-Pkw der Wehrmacht anlehnte, da sich diese im Zweiten Weltkrieg als ungeeignet erwiesen hatten. Da der EMW 325 kurzfristig als Alternative für den IFA P1 eingekauft wurde, wird er fälschlicherweise auch als P1 bezeichnet.